# Озида
Озида (итал. Osidda) је насеље у Италији у округу Нуоро, региону Сардинија.
Према процени из 2011. у насељу је живело 221 становника. Насеље се налази на надморској висини од 649 м.

## Становништво
Према резултатима пописа становништва 2011. у општини је живело 230 становника.
| 1931. | 1936. | 1951. | 1961. | 1971. | 1981. | 1991. | 2001. | 2011. |
| ----- | ----- | ----- | ----- | ----- | ----- | ----- | ----- | ----- |
| 606   | 617   | 572   | 514   | 403   | 358   | 299   | 266   | 230   |